# سانتياغو ديل استيرو
سانتياغو ديل استيرو (مدينة) (بالإسبانية: Santiago del Estero)‏ هي منطقة سكنية تقع في الأرجنتين وهي عاصمة محافظة سانتياغو ديل استيرو. يقدر عدد سكانها بـ 244,733 نسمة ومساحتها 2,116 كم2 وترتفع عن سطح البحر 187 متر. تقع المدينة على ضفاف نهر دولسي وعلى الطريق الوطني 9، على مسافة 1,042 كم إلى الشمال الغربي من بوينس آيرس. تشير التقديرات إلى أن عمر سانتياغو ديل استيرو هو 455 سنة، لتكون أول مدينة أسسها المستوطنون الأسبان في الأراضي التي أصبحت الآن الأرجنتين. على هذا النحو تلقت لقب أم المدن Madre de Ciudades. وبالمثل، أعلن عن لقبها رسميا «أم المدن ومهد التراث الشعبي».
المدينة هي موطن الجامعة الوطنية في سانتياغو ديل إستيرو التي تأسست في عام 1973، والجامعة الكاثوليكية التي تأسست في عام 1960. وبين الأماكن الهامة الأخرى كاتدرائية المدينة، ودير سانتو دومينغو، ومتحف المقاطعة لعلم الآثار.
يقع مطار سانتياغو ديل استيرو على بعد 6 كيلومترات إلى الشمال من المدينة، وتنظم رحلات منتظمة إلى بوينس آيرس وسان ميغيل دي توكومان.
مناخها شبه استوائي مع موسم جاف يأتي عادة في فصل الشتاء وأحيانا في الخريف. متوسط هطول الأمطار السنوي 600 ملم، والمناخ حار وجاف.
سانتياغو ديل استيرو والمنطقة المحيطة بها هي موطن لحوالي 100,000 لمتحدثي اللهجة المحلية للغة الكيشوا، مما يجعلها أقصى جيب في الجنوب للغة الإنكا. وهي إحدى قلة من لغات السكان الأصليين الباقية في الأرجنتين الحديثة.

## المناخ
يظهر الجدول التالي التغييرات المناخية على مدار السنة لسانتياغو ديل استيرو:
| البيانات المناخية لـسانتياغو ديل استيرو                                                                                    | البيانات المناخية لـسانتياغو ديل استيرو | البيانات المناخية لـسانتياغو ديل استيرو | البيانات المناخية لـسانتياغو ديل استيرو | البيانات المناخية لـسانتياغو ديل استيرو | البيانات المناخية لـسانتياغو ديل استيرو | البيانات المناخية لـسانتياغو ديل استيرو | البيانات المناخية لـسانتياغو ديل استيرو | البيانات المناخية لـسانتياغو ديل استيرو | البيانات المناخية لـسانتياغو ديل استيرو | البيانات المناخية لـسانتياغو ديل استيرو | البيانات المناخية لـسانتياغو ديل استيرو | البيانات المناخية لـسانتياغو ديل استيرو | البيانات المناخية لـسانتياغو ديل استيرو |
| الشهر | يناير                                   | فبراير                                  | مارس                                    | أبريل                                   | مايو                                    | يونيو                                   | يوليو                                   | أغسطس                                   | سبتمبر                                  | أكتوبر                                  | نوفمبر                                  | ديسمبر                                  | المعدل السنوي                           |
| --- | --------------------------------------- | --------------------------------------- | --------------------------------------- | --------------------------------------- | --------------------------------------- | --------------------------------------- | --------------------------------------- | --------------------------------------- | --------------------------------------- | --------------------------------------- | --------------------------------------- | --------------------------------------- | --------------------------------------- |
| الدرجة القصوى °م (°ف) | 44.5 (112.1)                            | 44.3 (111.7)                            | 41.7 (107.1)                            | 39.4 (102.9)                            | 35.6 (96.1)                             | 32.6 (90.7)                             | 37.3 (99.1)                             | 40.5 (104.9)                            | 42.8 (109.0)                            | 45.2 (113.4)                            | 46.5 (115.7)                            | 45.2 (113.4)                            | 46.5 (115.7)                            |
| متوسط درجة الحرارة الكبرى °م (°ف)                                                                                          | 33.9 (93.0)                             | 32.5 (90.5)                             | 30.4 (86.7)                             | 26.3 (79.3)                             | 23.1 (73.6)                             | 20.1 (68.2)                             | 20.9 (69.6)                             | 24.4 (75.9)                             | 26.9 (80.4)                             | 30.7 (87.3)                             | 32.2 (90.0)                             | 33.7 (92.7)                             | 27.9 (82.2)                             |
| المتوسط اليومي °م (°ف) | 26.7 (80.1)                             | 25.5 (77.9)                             | 23.8 (74.8)                             | 19.8 (67.6)                             | 16.1 (61.0)                             | 12.7 (54.9)                             | 12.2 (54.0)                             | 15.3 (59.5)                             | 18.5 (65.3)                             | 22.7 (72.9)                             | 24.8 (76.6)                             | 26.5 (79.7)                             | 20.4 (68.7)                             |
| متوسط درجة الحرارة الصغرى °م (°ف)                                                                                          | 20.5 (68.9)                             | 19.7 (67.5)                             | 18.5 (65.3)                             | 14.6 (58.3)                             | 10.4 (50.7)                             | 6.8 (44.2)                              | 5.0 (41.0)                              | 7.3 (45.1)                              | 10.3 (50.5)                             | 15.3 (59.5)                             | 17.8 (64.0)                             | 20.0 (68.0)                             | 13.9 (57.0)                             |
| أدنى درجة حرارة °م (°ف) | 5.0 (41.0)                              | 6.6 (43.9)                              | 4.5 (40.1)                              | −1.4 (29.5)                             | −6.8 (19.8)                             | −6.9 (19.6)                             | −9.0 (15.8)                             | −7.1 (19.2)                             | −4.5 (23.9)                             | 0.4 (32.7)                              | 4.7 (40.5)                              | 6.2 (43.2)                              | −9.0 (15.8)                             |
| الهطول مم (إنش) | 134.8 (5.31)                            | 100.6 (3.96)                            | 91.1 (3.59)                             | 35.9 (1.41)                             | 17.2 (0.68)                             | 6.6 (0.26)                              | 3.0 (0.12)                              | 2.0 (0.08)                              | 12.3 (0.48)                             | 44.7 (1.76)                             | 66.7 (2.63)                             | 114.2 (4.50)                            | 629.1 (24.77)                           |
| متوسط أيام هطول الأمطار (≥ 0.1 mm)                                                                                         | 9.8                                     | 8.7                                     | 9.5                                     | 7.1                                     | 4.5                                     | 3.9                                     | 1.9                                     | 1.3                                     | 2.2                                     | 5.9                                     | 7.2                                     | 8.9                                     | 70.9                                    |
| متوسط الرطوبة النسبية (%)                                                                                                  | 66.8                                    | 70.0                                    | 74.2                                    | 76.6                                    | 74.5                                    | 73.2                                    | 63.6                                    | 54.3                                    | 50.9                                    | 54.8                                    | 59.0                                    | 62.7                                    | 65.1                                    |
| ساعات سطوع الشمس الشهرية                                                                                                   | 241.8                                   | 223.2                                   | 192.2                                   | 174.0                                   | 145.7                                   | 135.0                                   | 158.1                                   | 207.7                                   | 189.0                                   | 210.8                                   | 234.0                                   | 226.3                                   | 2٬337٫8                                 |
| نسبة وصول أشعة الشمس | 57                                      | 60                                      | 51                                      | 51                                      | 43                                      | 43                                      | 48                                      | 60                                      | 53                                      | 53                                      | 57                                      | 53                                      | 52                                      |
| المصدر #1: Servicio Meteorológico Nacional                                                                                 |                                         |                                         |                                         |                                         |                                         |                                         |                                         |                                         |                                         |                                         |                                         |                                         |                                         |
| المصدر #2: Oficina de Riesgo Agropecuario (October record high only) Meteo Climat (record highs and lows), UNLP (sun only) |                                         |                                         |                                         |                                         |                                         |                                         |                                         |                                         |                                         |                                         |                                         |                                         |                                         |

## توأمة
لسانتياغو ديل استيرو اتفاقيات توأمة مع كل من:
- كوبيابو
- حماة
- طلبيرة
- طليطلة

## معرض صور

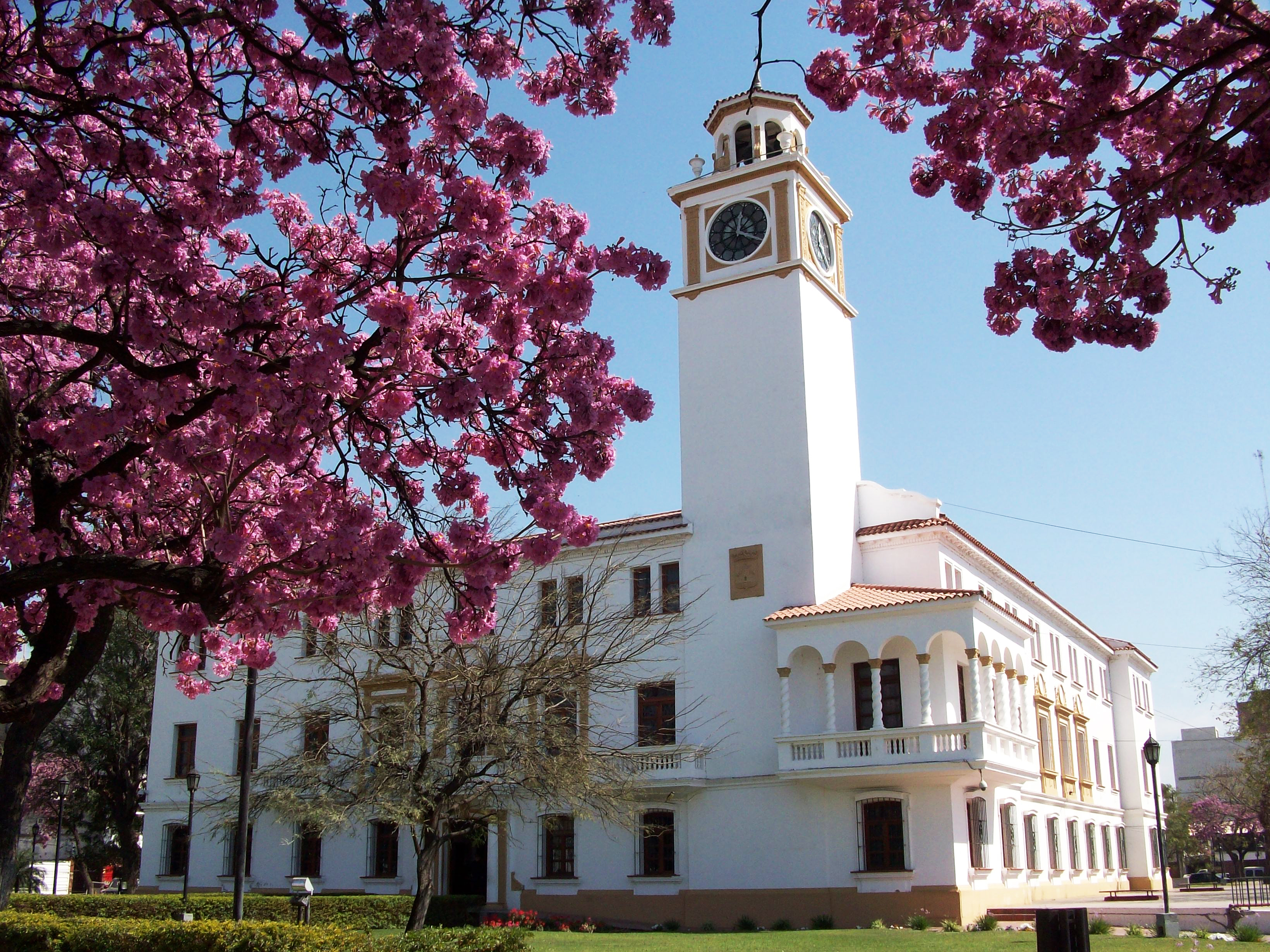
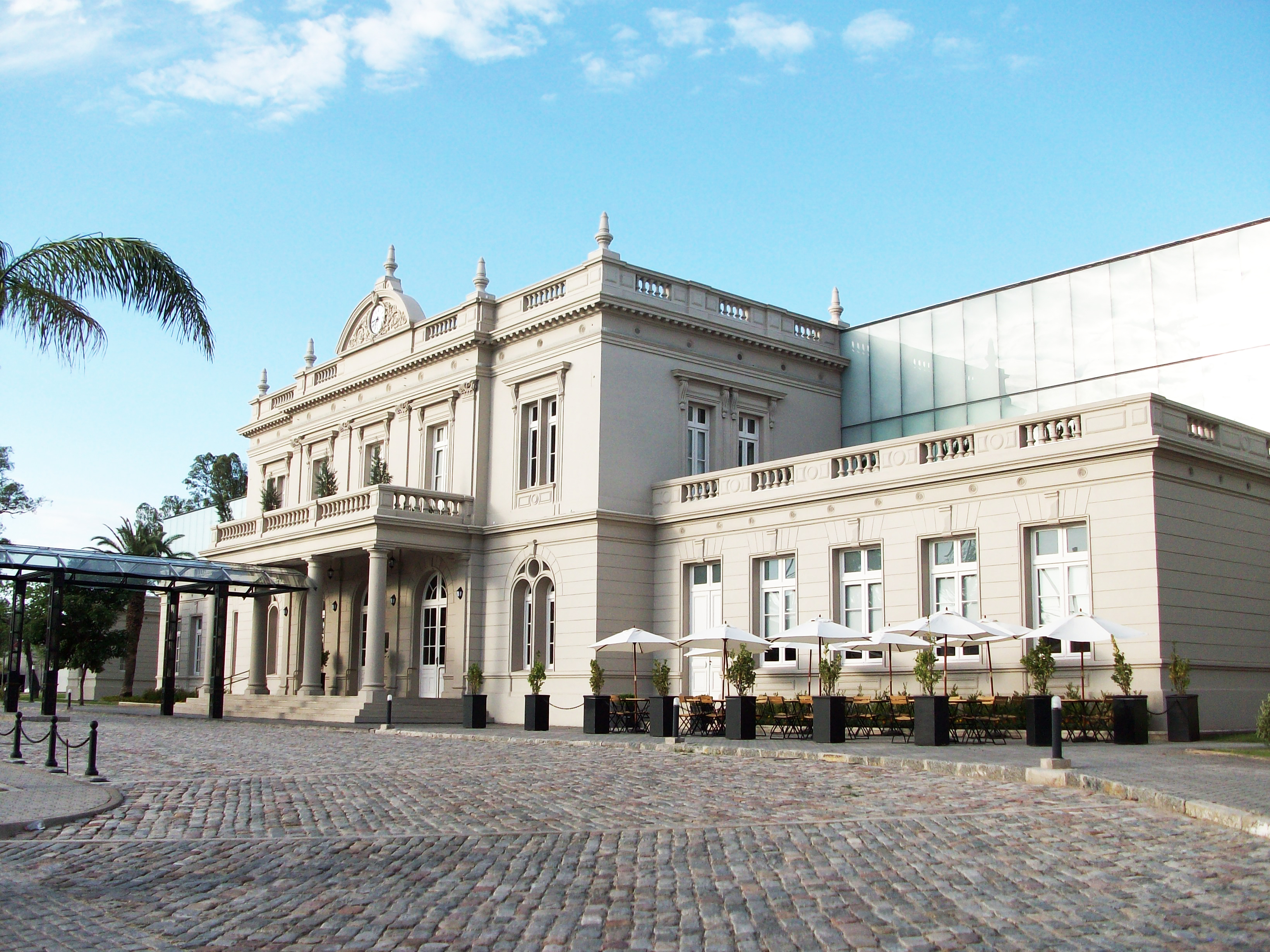
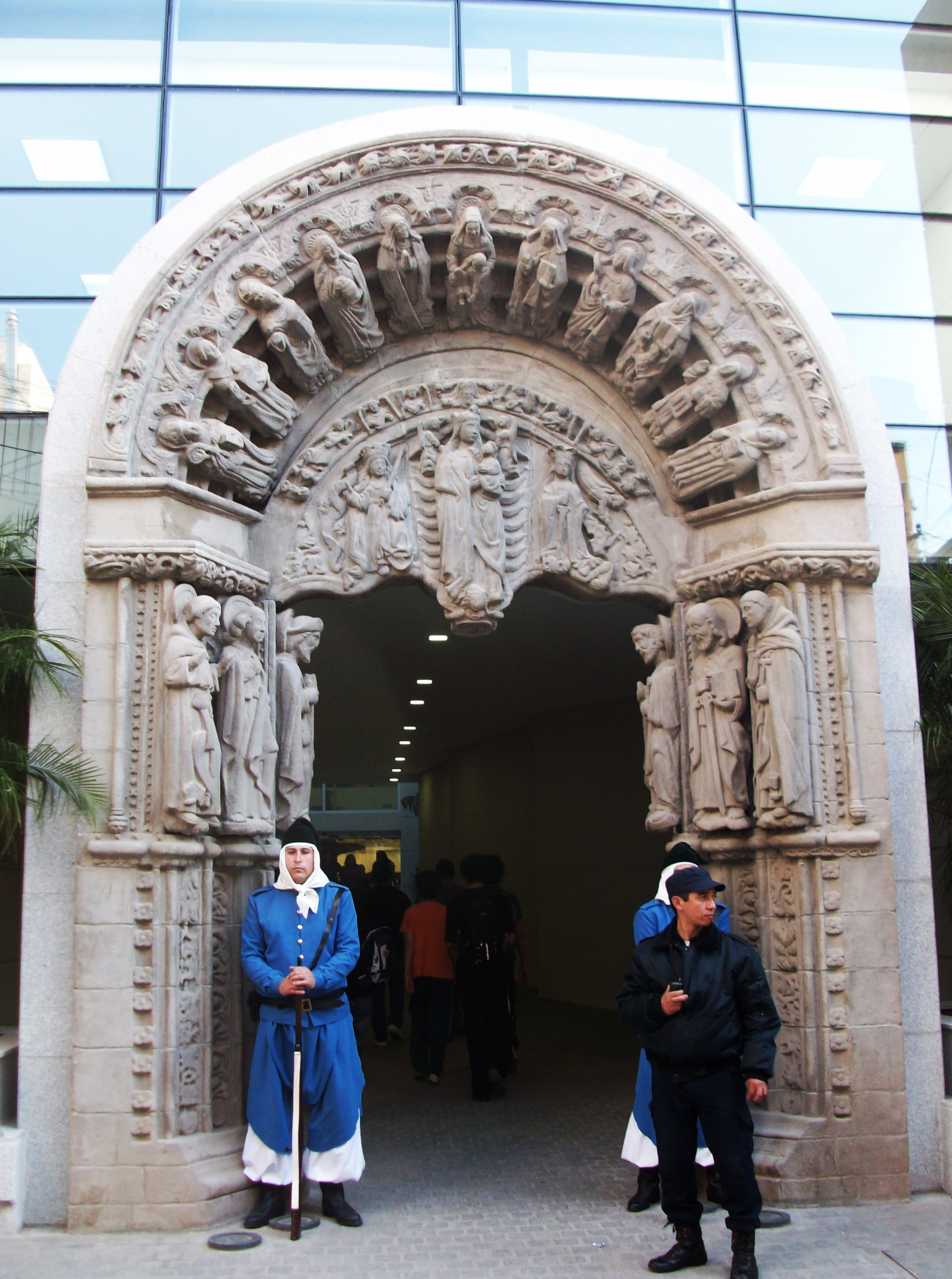
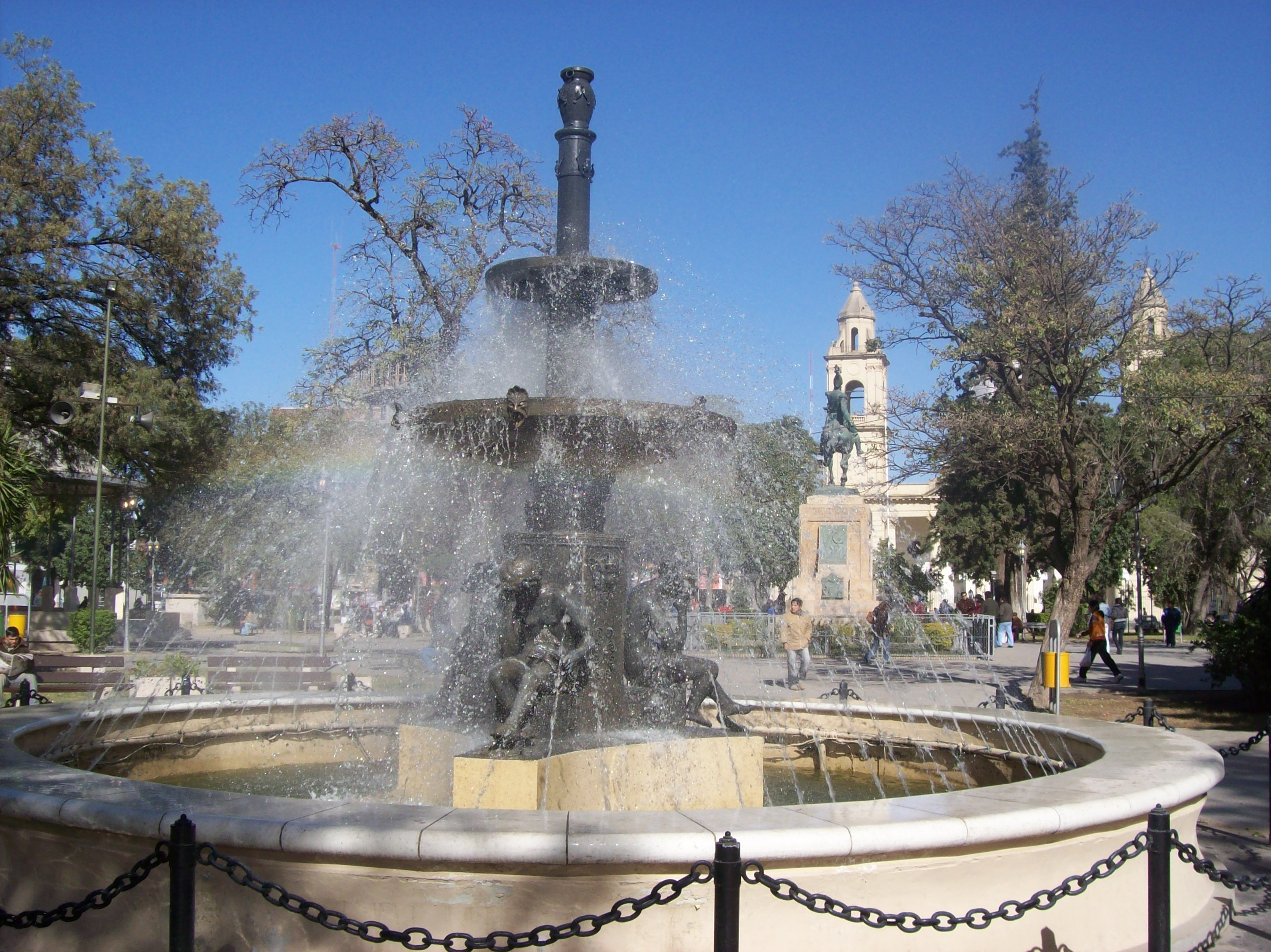
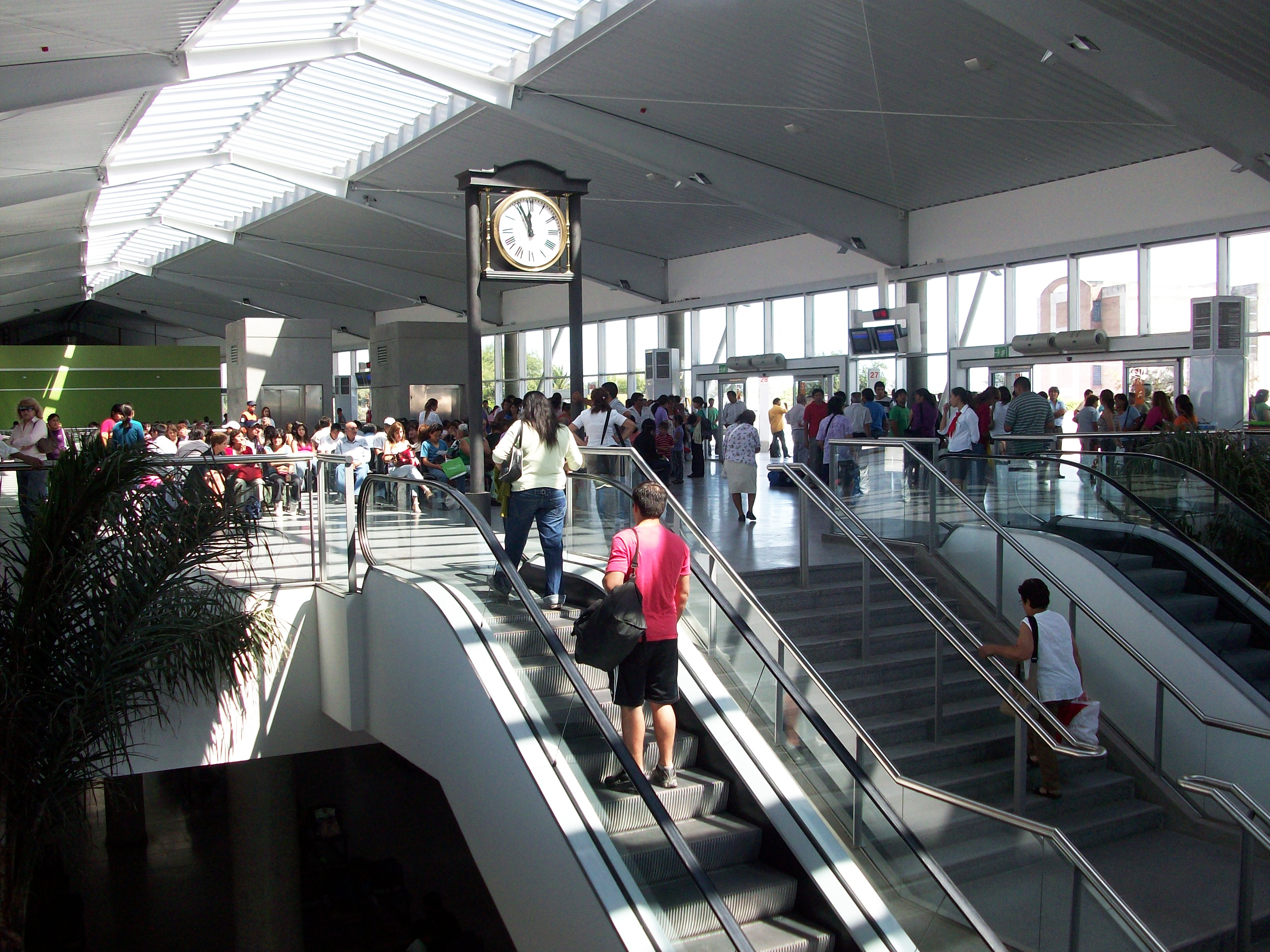

## أعلام
- أوسكار تريجو
- خوسيه لويس غوميز
- خيرونيمو لويس دي كابريرا
- كارلوس خواريز
- اينزو كالينسكي
- خوليو ريكاردو كروز
- الفريدو مورينو